# Вишняки (Пензенская область)
Вишняки — опустевшая деревня в Вадинском районе Пензенской области. Входит в состав Татаро-Лакинского сельсовета.

## История
В 1960 году указом Президиума Верховного Совета РСФСР деревня Сапеловка переименована в Вишняки.
Географическое положение
Расстояние до:
районного центра Вадинск: 12  км.
областного центра  Пенза: 152   км.
Ближайшие населенные пункты
Куриловка 3 км, Лесная Крутовка 3 км, Большая Лука 3 км, Татарская Лака 3 км, Алексеевка 4 км, Мочалейка 5 км, Лесной 6 км, Серго-Поливаново 6 км, Лопатино 6 км, Тенево 7 км, Ртищево 7 км, Каменка 8 км, Кочетовка 8 км, Выборное 8 км, Польная Крутовка 9 км, Вельяминово 9 км, Луговое 9 км, Русский Лундан 10 км, Сошниковка 10 км, Русская Шуриновка 11 км, Новое Бадиково 11 км 

## Население
| 2010 |
| ---- |
| 0    |